# Łukasz Konieczny
Łukasz Konieczny (ur. 13 marca 1985 w Łodzi) – polski śpiewak operowy, bas. W latach 2011–2019 solista Deutsche Oper am Rhein w Düsseldorfie. W sezonie 2019/2020 występuje m.in. w Teatrze Wielkim – Operze Narodowej.
Brat Tomasza Koniecznego, także śpiewaka.

## Życiorys

### Edukacja
Ukończył Akademię Muzyczną we Wrocławiu. Umiejętności wokalne doskonalił podczas kursów mistrzowskich prowadzonych przez takich pedagogów i śpiewaków jak Christian Elsner, Deborah Polaski, David Syrus, Jane Henschel, Linda Watson, Franz Grundheber. Przygotowanie sceniczne uzupełniał w ifs internationale filmschule köln.

### Kariera
Karierę w Niemczech rozpoczął jako członek Studia Operowego przy Deutsche Oper am Rhein w Düsseldorfie. W sezonie 2011/2012 stał się etatowym solistą Opery Reńskiej. Zasłynął wykonaniem repertuaru wagnerowskiego, m.in. interpretacją partii Fafnera w Złocie Renu i Zygfrydzie, jako Hunding w Walkirii.
W 2013 roku odniósł znaczący sukces wykonując rolę Polyphemusa w scenicznym prawykonaniu opery Acis and Galatea Handla podczas Händel-Festspiele w Halle. W tym samym roku zabłysnął również interpretacją partii basowej w Les Noces Strawińskiego na Klavier-Festival Ruhr, a rok później wziął udział w wykonaniu Polskiego Requiem Pendereckiego podczas Festiwalu Muzyki Polskiej w Krakowie. W 2015 roku Konieczny zadebiutował jako Rocco w operze Fidelio Beethovena w Mainfranken Theater w Würzburgu.
Wystąpił w roli doktora Behrensa w prawykonaniu opery Czarodziejska góra Pawła Mykietyna w reżyserii Andrzeja Chyry podczas Malta Festival w Poznaniu w 2015 roku oraz w ramach festiwalu Warszawska Jesień w 2016 roku. W 2017 roku śpiewak zadebiutował na deskach Bayerische Staatsoper w Monachium jako Baron Douphol w Traviacie Verdiego u boku Plácido Domingo i Diany Damrau oraz wystąpił w Théâtre du Capitole w Tuluzie, śpiewając w Requiem Mozarta.
W sezonie 2017/2018 występował w drezdeńskiej Semperoper w roli Crespela w Opowieściach Hoffmanna Offenbacha i jako Lodovico w Otello Verdiego. W 2018 roku wziął udział w prawykonaniu opery Aleksandra Nowaka ahat-ilī – siostra bogów do libretta Olgi Tokarczuk na festiwalu Sacrum Profanum 2018. W 2019 roku w ramach Roku Moniuszkowskiego prezentował pieśni Stanisława Moniuszki w Teatrze Wielkim – Operze Narodowej.
W sezonie 2019/2020 występował jako Sparafucile w Rigoletto Verdiego, Skołuba w Strasznym dworze Moniuszki, Inkwizytor i Faust w Ognistym aniele Prokofiewa. Wystąpił także gościnnie w Operze Reńskiej w Düsseldorfie jako Fafner w Złocie Renu i Zygfrydzie oraz jako Hunding w Walkirii Wagnera. Na festiwalu Dramma per Musica wcielił się w postać Polifema w Aci, Galatea e Polifemo Handla.
Posiada w swoim repertuarze ponad 50 ról operowych, m.in. Bartolo w Weselu Figara, Masetto i Komandor w Don Giovannim Mozarta, Zuniga w Carmen Bizeta, Bonzo w Madame Butterfly, Banko w Makbecie, Tom w Balu maskowym, Il Re w Aidzie Verdiego, Minotaurus w Ariane Martinů.
Występuje również systematycznie z repertuarem koncertowym.

### Nagrody
Laureat nagrody specjalnej w Międzynarodowym Konkursie Pieśni w Stambule w 2010 roku.